# Le Mont-Dieu

Le Mont-Dieu este o comună în departamentul Ardennes din nordul Franței. În 1 ianuarie 2022 avea o populație de 11 de locuitori.